# Lutzomyia richardwardi
Lutzomyia richardwardi är en tvåvingeart som beskrevs av Ready P. D., Fraiha H. 1981. Lutzomyia richardwardi ingår i släktet Lutzomyia och familjen fjärilsmyggor. Inga underarter finns listade i Catalogue of Life.